# Bothriocephalus
Bothriocephalus är ett släkte av plattmaskar som beskrevs av Rudolphi 1808. Bothriocephalus ingår i familjen Bothriocephalidae.
Bothriocephalus är enda släktet i familjen Bothriocephalidae.
Kladogram enligt Catalogue of Life och Dyntaxa:
| Bothriocephalus | \| \| Bothriocephalus gowkongensis \| \| \| \| \| \| Bothriocephalus scorpii \| \| \| \| |
|                 | \| \| Bothriocephalus gowkongensis \| \| \| \| \| \| Bothriocephalus scorpii \| \| \| \| |
|                 | Bothriocephalus gowkongensis                                                             |
|                 |                                                                                          |
|                 | Bothriocephalus scorpii                                                                  |
|                 |                                                                                          |

## Bildgalleri

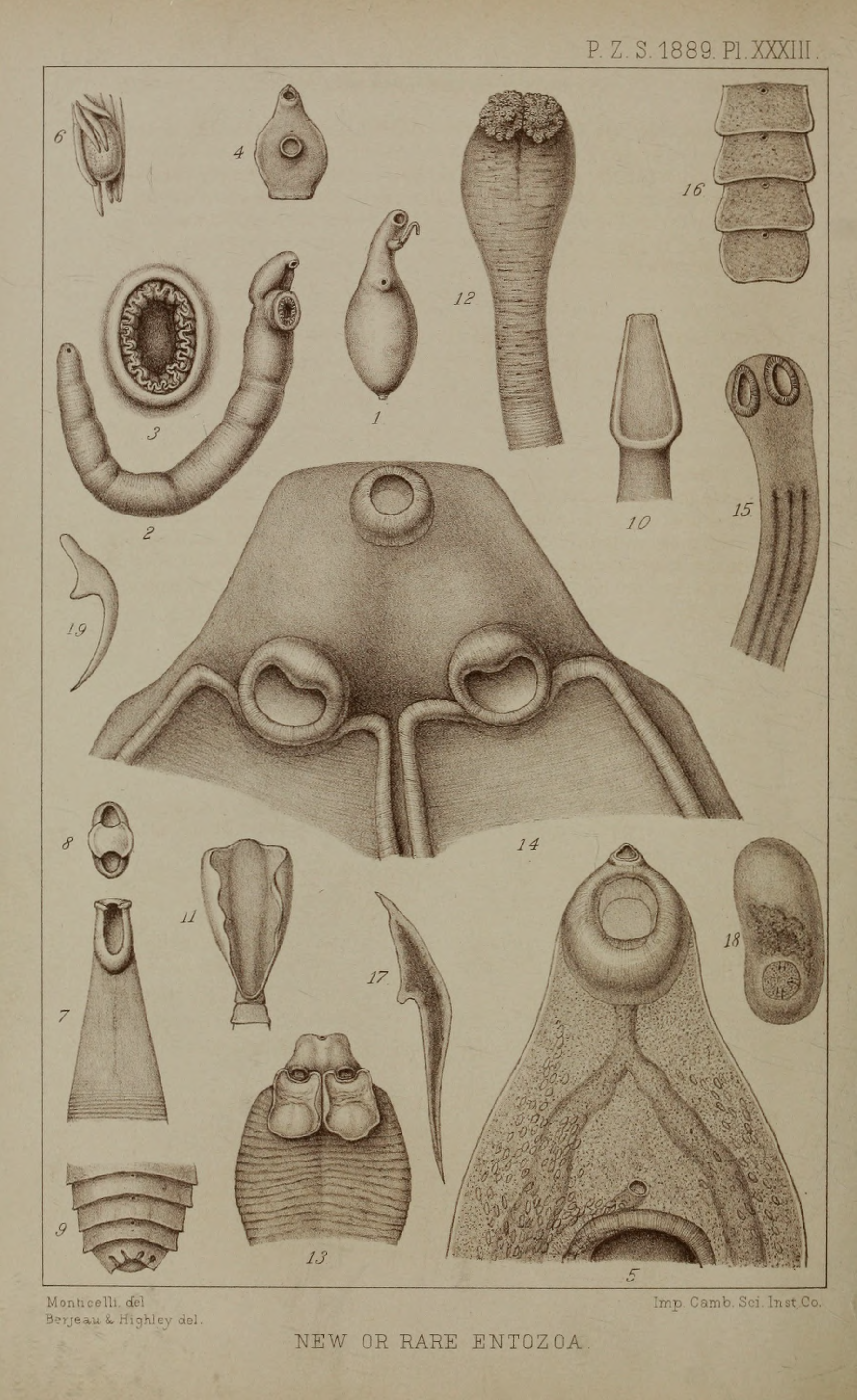